# Ernest Jones
Alfred Ernest Jones (Glamorgan, Wales, 1879. január 1. – London, 1958. február 11.) brit neurológus, pszichoanalitikus és Sigmund Freud életrajzírója. Ő volt az első angol, aki alkalmazta a pszichoanalízist, és mint a Brit Pszichoanalitikus Társaság és a Nemzetközi Pszichoanalitikus Egyesület elnöke az 1920-as és 1930-as években vezető pszichoanalitikus az angolszász területeken, továbbá egyedülálló hatást gyakorolt a szervezetek, az intézetek és a publikációk létrehozásában.

## Életének korai időszaka
Jones Swansea környékén található ipari faluban, Gowertonban (korábban: Ffosfelin) született egy szénbányász-mérnök fiaként.
Tanulmányait a Swansea-i Általános Iskolában (Swansea Grammar School), a Llandovery Gimnáziumban (Llandovery College), a Cardiff Egyetemen (Cardiff University) és a Londoni Egyetemen (University College London) végezte. 1901-ben Londonban szerezte meg diplomáját orvoslásból és szülészetből, melyet doktori cím (MD) követett és 1903-ban a Royal College of Physicians tagja lett. Különösen elégedett volt, amikor megkapta az Egyetem arany medállját belgyógyászatból kiváló, szintén walesi kollégájától, Sir John Williamstől.
Miután megszerezte orvosi diplomáját, Jones neurológiára szakosodott, és számos posztot betöltött London kórházaiban. Wilfred Trotter sebésszel való ismeretségén keresztül hallott először Sigmund Freud munkásságáról. Az University College Hospital-ban sebészként együtt dolgozva közeli barátok lettek, betöltve a mentor és a fiatalabb kolléga iránti bizalmas szerepet is. Mindketten széleskörűen érdeklődtek a filozófia, az irodalom, illetve a kontinentális pszichiátriai irodalom és a klinikai terápiák akkoriban tanulmányozott új formái iránt. 1905-re a Harley utcai rendelő felett Jones lánytestvérével (később Trotter felesége) megosztottak egy lakást. Jones, akit megdöbbentett az, amit a mentális betegségek intézményesített kezelése során látott, elkezdett hipnotikus technikákkal kísérletezni klinikai munkájában.
1905-ben egy német pszichiátriai lapban találkozott először Freud írásaival, melyek a Dóra-esetről szóltak. Úgy jellemezhetjük, ahogy azt leírta autobiográfiai felvételeiben: „”Egy mély benyomás egy olyan bécsi férfiről, aki figyelemmel hallgatta páciensei minden szavát, amit mondtak neki… egy forradalmi különbség az akkori pszichiáterek attitűdjétől…” (Jones, 1959. 159. p.).
Jones szerencsétlenségére korabeli Brit Birodalomban létező orvosi elvek ellentétesek voltak Freud elméletével, és így Jones korai próbálkozásai, hogy klinikai- és kutatási munkájába pszichoanalitikus elemeket alkalmazzon, kevésbé megfontoltnak tekinthetők. 1906-ban, a mentálisan sérült gyermekek iskoláinak felügyelőjeként, kutatói érdeklődése, négy gyermekkel felvett kérdéssorozatokból álló interjú során, a gyerekkori szexualitás felé terelődött, amely ahhoz vezetett, hogy szembe kellett néznie a törvénnyel helytelen magaviselet vádja miatt. 1908-ban, demonstrálva egy fiatal lány karjának hisztériából fakadó bénulása mögött meghúzódó elfojtott szexuális emlékeket, szembenézett a lány szüleinek vádjaival és kényszerítették, hogy lemondjon a kórházi posztjáról.

## Magánélete
Jones első komoly kapcsolata Loe Kann-al volt, egy gazdag holland emigránssal, akit 1906-ban utaltak hozzá súlyos vese probléma kezelése során kapott morfiumfüggőség miatt. A kapcsolat 1913-ig tartott, Jones analízisével ért véget Freud és Ferenczi Sándor nyomatékos kérésére.
Egy románcra tett kísérlet Anna Freuddal, nem élte túl Anna apjának helytelenítését. Anna 1914 őszén történő angliai látogatása előtt, melyre Jones kísérte, Freud azt tanácsolta: „A szexuális vágyakozástól távol állva, és inkább a férfi visszautasítását választva, nem igényli, hogy úgy bánjanak vele, mint egy nővel. Van egy ki nem mondott megállapodás közte és köztem, miszerint nem kellene fontolóra vennie a házasságot, vagy annak előzményeit, addig még két három évvel nem lesz idősebb.” (1914. július 22-ei levél (Paskauskas 1993).
1917-ben Jones elvette a walesi zeneszerzőt Morfydd Llxyn Owen-t. Ő 18 hónappal később meghalt vakbélgyulladás műtétből eredő komplikációk miatt. Bécsi kollégái inspiráló összeházasítási törekvéseit követve, 1919-ben Jones feleségül vette Katherine Jokl-t, egy Morvaországban végzett zsidó származású közgazdászt, aki Bécsben Freud lányával járt egy iskolába. Ez egy hosszú és boldog házasságnak bizonyult, amely során a párnak négy gyermeke született, köztük az író Mervyn Jones.

## Pszichoanalitikus karrierje
Mialatt részt vett az 1907-es amszterdami neurológiai kongresszuson, Jones találkozott Carl Gustav Junggal, akitől első kézből kapott egy kivonatot Freud és bécsi társasága munkájából. Freud munkájának jelentősége iránt elköteleződve Jones csatlakozott Junghoz Zürichben, hogy megszervezzenek egy Pszichoanalitikus Kongresszust. Ezt 1908-ban tartották Salzburgban, ahol Jones először találkozott Freuddal. Jones ezután Bécsbe utazott további beszélgetésekre Freuddal, és bemutatták a Bécsi Pszichoanalitikus Társaság tagjainak. Így kezdődött egy személyes és szakmai kapcsolat, amely – mindkettőjük előnyére tekintettel – túlélhette a sok nézeteltérést és rivalizálást, amely jellemezte a pszichoanalitikus mozgalmat az első évtizedekben, befejeződhetett Freud halálával 1939-ben.
Angliai karrierje kilátásainak komoly nehézségei miatt, Jones Kanadában keresett menedéket 1908-ban, elfogadva oktatói feladatokat a Torontói Egyetem Pszichológia Intézetében (1911-től, mint pszichiátriai társprofesszor). Magán pszichoanalitikus praxisa mellett patológusként, illetve a járóbeteg pszichiátriai klinika igazgatójaként dolgozott a Toronto Asylumban. További Freud-dal való találkozások során 1909-ben a Clark Egyetemen, Massachusetts, ahol Freud előadás sorozatot tartott a pszichoanalízisről, illetve a következő évben Hollandiában, Jones hozzáfogott munkakapcsolatot kialakítani a születő amerikai pszichoanalitikus mozgalommal 20 újságot és előadást adva az amerikai szakmai társaságoknak Boston környékétől kezdve Washingtonig, illetve Chicagóig. 1910-ben az Amerikai Pszichopatológiai Társaság társalapítója volt, és a következő évben pedig az Amerikai Pszichoanalitikus Társaságé, első titkáraként szolgálva 1913-ig.
Sok időt szentelt írásra és kutatásra, amely a pszichoanalitikus irodalomhoz való jelentős hozzájárulását eredményezte, nevezetesen Hamlet monográfiáit és az On the Nightmare-t (Rémálmot). Számos művet ezek közül Németországban publikáltak a legjelentősebb pszichoanalitikus folyóiratokban, melyeket Bécsben adtak ki, és ezzel biztosította a státuszát Freud belső köreiben a Junggal való növekvő elidegenedés időszakában. 1912-ben ilyen körülmények között kezdte el Jones a lojálisok bizottságának megalapítását, Freud egyetértésével, megbízva a pszichoanalitikus mozgalom elméleti és intézményes hagyatékának őrzésével. Ez a fejlődés szolgálta a Jungtól való elválás közvetlen célját, és – Jonessal a stratégia ellenőrzés – végül elbocsátását a Nemzetközi Pszichoanalitikus Társaság igazgatóságából, a posztból, melyet a kezdetek óta elfoglalt. Amikor Jung lemondott 1914-ben, akkor tört ki a háború, amely megakadályozta Jones abban, hogy elfoglalja a helyét.
Jones 1913-ban visszatért Londonba, s ott a gyakorlatban is pszichoanalitikusként tűnt fel, megalapítva a Londoni Pszichoanalitikus Társaságot, és folytatta a pszichoanalitikus elmélet írását és lektorálását. Lapjainak gyűjteménye Papers in Psychoanalysis-ként (Pszichoanalitkai lapok) jelent meg, amely az első átfogó beszámoló a pszichoanalitikus elméletről, amit angol nyelven publikáltak.
1919-re, amikorra megalapította a Brit Pszichoanalitikus Társaságot, Jones büszkén mondhatta Freudnak, hogy a pszichoanalízis Britanniában „az orvosi, az irodalmi és a pszichológiai érdeklődés élvonalában áll.” (levél 1919. január 27. (Pskausas 1993)). Mint a társaság elnöke – amely posztot 1944-ig töltötte be – Jones biztosította pénzügyileg és felügyelte a Londoni Klinika alapítását, támogatásokat ajánlva, és egy Pszichoanalitikis Intézetet, amely adminisztratív, szerkesztői és oktatói lehetőségeket nyújtott a professzionális pszichoanalízis növekvő hálózata számára.
Jones még két cikluson keresztül szolgálta elnökként a Nemzetközi Pszichoanalitikus Társaságot 1920-tól 1924-ig és 1932-től 1949-ig. 1920-ban megalapította a Pszichoanalízis Nemzetközi Lapját, melynek a szerkesztője volt 1939-ig. A következő évben megalapította a Nemzetközi Pszichoanalitikus Könyvtárat, amely szerkesztősége alatt mintegy 50 könyvet publikált. Jones megkapta Freudtól a beleegyezést, hogy munkáját angolra fordítsa, és 1924-ben Freud „Összegyűjtött Munkái”-nak első két kötete jelent meg fordításban Jones által szerkesztve, és Joan Riviere által ellenőrizve, aki a korábbi analizáltja volt, és egy ízben, lelkes rajongója. Freuddal történő analízis után Riviere Jones-al dolgozott, mint a Nemzetközi Pszichoanalítikus Lap fordítói szerkesztője, és aztán a munkacsoportban Jones eltervezte, és kiadta James Strachey fordításait Freud munkáinak Standard Kiadásaként. Főként Jones energikus támogatása révén a Brit Orvosi Társaság hivatalosan elismerte a pszichoanalízist 1929-ben. A BBC utólag eltávolította őt az előadók sorából veszélyesnek nyilvánítva őt a társadalmi morálra, és az 1930-as években ő és a kollégái egy pszichoanalitikus rádióműsort csináltak.
Miután Hitler erősödött Németországban, Jones sok kiszorított és veszélyben lévő zsidó analitikusnak segített az Egyesült Királyságban és egyéb országokban letelepedni. Az Anschluss-t követően 1938 márciusában Jones Bécsbe repült jelentős személyes kockázatot vállalva, hogy döntő szerepet vállaljon Sigmund Freud és körének Londonba történő emigrációjának tárgyalásában és szervezésében.

## Későbbi élete és halála
A második világháború után Jones fokozatosan feladta hivatali posztjait, azonban folytatta pszichoanalitikusi praktizálását, az írást és előadásokat is tartott. Utolsó éveinek legjelentősebb vállalkozása a Freud életéről és munkásságáról szóló monumentális munka (3 kötetben, 1953 és 1957 között), mely széles körű elismertséget hozott. Ebben teljes mértékben támogatta német anyanyelvű felesége, aki Freud korai levelezésének többségét, ill. egyéb archív dokumentumokat fordította, melyeket Anna Freud tett elérhetővé. Befejezetlen önéletrajzát (Szabad asszociációk) halála után, 1959-ben publikáltak.
Mindig büszke volt walesi származására, ennek nyomán a Walesi Nemzeti Párt, Plaid Cymru, tagja lett. Rendkívül szerette a Gower-félszigetet, melyet fiatalkorában alaposan megismert, és ahol egy ház megvásárlása révén Jones családjának nyaralóhelye lett.
Jones fő szabadidős törekvése jelentős publikációkat eredményezett. Egy lelkes korcsolyázó már iskolai évei óta címmel Jones publikált egy tekintélyes kézikönyvet (Jones 1931). Sakkszenvedélye egy pszichoanalitikus tanulmányt is inspirált Paul Morphy amerikai sakkzseni életéről.
Jones 1942-ben tagja lett a Belgyógyászok Királyi Akadémiájának (Royal College of Physicians), 1949-ben tiszteletbeli elnöke lett a Nemzetközi Pszichoanalitikus Társaságnak 1949-ben, és tiszteletbeli doktorandusz (Wales) lett a Swansea Egyetemen 1954-ben.
Jones 1958. február 11-én hunyt el Londonban, a Golders Green Krematóriumban hamvasztották el. Hamvait négy gyermeke közül a legidősebbik sírjába temették a Szt. Cadoc’s Cheriton temetőjében a Gower-félszigeten.

## Magyar vonatkozások
Ferenczi Sándornak több kötetét is ő fordította angolra, valamint Róheim Géza egyik művét is.
- Sándor Ferenczi–Ernest Jones: Letters 1911–1933; szerk. Erős Ferenc, Székács-Weisz Judit, Ken Robinson, Ferenczi leveleit németről ford. Beate Schumacher; Karnac, London, 2013 (The history of psychoanalysis series)

## Magyarul megjelent művei
- Sigmund Freud élete és munkássága; bev. Lionel Trilling, ford. Félix Pál, utószó Hermann István; röv. kiad.; Európa, Bp., 1973
- Ferenczi Sándor levelezése Ernest Jonesszal és Georg Groddeckkal; szerk. Erős Ferenc, Kovács Anna, közrem. Székács Judit, ford. Bottka Petrik, Dobos Elvira; Thalassa Alapítvány–Imágó Egyesület, Bp., 2010

## Fordítás
- Ez a szócikk részben vagy egészben a Ernest Jones című angol Wikipédia-szócikk fordításán alapul.  Az eredeti cikk szerkesztőit annak laptörténete sorolja fel. Ez a jelzés csupán a megfogalmazás eredetét és a szerzői jogokat jelzi, nem szolgál a cikkben szereplő információk forrásmegjelöléseként.